# Go Back to Where You Came From
Go Back to Where You Came From és una sèrie de documentals australians, guanyadora de múltiples premis, que pretén provocar debat sobre l'assumpte de la immigració.

## Primera temporada
Els sis participants australians eren Gleny Rae, Adam Hartup, Raquel Moore, Darren Hassan, Raye Colbey, i Roderick Schneider. Privats de les seves carteres, telèfons i passaports, entaulen una barca de refugiat foradada (de la qual són rescatats enmig de l'oceà), experimenten batudes d'immigració a Malàisia, viuen a un camp de refugiats kenyà, visiten tuguris de Jordània abans que finalment ho fan a la República Democràtica del Congo i Iraq, protegits per Cascos Blaus de les Nacions Unides i l'Exèrcit dels Estats Units. A l'episodi final, els participants són interrogats sobre la seva resposta a les experiències.

## Segona temporada- les celebritats tornen
Les celebritats participants a la temporada del 2012 eren Peter Reith, Angry Anderson, Allan Asher, Catherine Deveny, Mike Smith i Imogen Bailey. Els participants van ser col·locats a una barca dèbil lligada a l'Illa Christmas.
En tres episodis, els sis Australians experimentaren perill mortal als carrers de les ciutats més mortíferes del món: Mogadiscio i Kabul, i van romandre al Centre de Detenció de l'Illa Christmas.

## Tercera temporada
Els sis participants per a la temporada del 2015 eren Davy (refugiat anterior), Kim (involucrat a la campanya per Facebook de ‘Stop the Boats'), Nicole (espieta a centres de detenció), Jodi i Renee (germanes amb mentalitats oposades) i Andrew (mestre escolar que parla durament).

## Recepció
Go Back to Where you Came From fou el programa que més alt fou valorat per SBS el 2011. Uns estimats 524.000 espectadors metropolitans van mirar el primer episodi, seguits per 569.000 pel segon i 600.000 pel tercer.
L'emissora anuncià que televisaria un debat per reflexionar sobre la sèrie i el debat públic sobre els que cerquen asil.

## Índexs d'audiència
- Episodi 1 – 524.000 23è a la nit[8]
- Episodi 2 – 569.000 24è a la nit[9]
- Episodi 3 – 600.000 19è a la nit[10]

## Premis i nominacions
- Rebé un ADG Award en la categoria Best Direction a Documentary Series per a Ivan O’Mahoney el 2012.[11]
- Rebé un AACTA Award en la categoria Best Documentary Series per a Rick McPhee i Ivan O'Mahoney el 2013.[12]
- Rebé un ASE Award en la categoria Best Editing in Television Factual per a Orly Danon per l'episodi 1 de la segona temporada el 2012.[13]
- Rebé un Logie Awards en la categoria Most Outstanding Factual Program el 2013[14] i un altre en la mateixa categoria el 2012.[15]
- Fou nominat a un AACTA Award en la categoria Best Cinematography in a Documentary per a Stephen Baker i Nicola Daley a l'episodi 3 i un altre en la categoria Best Direction in a Documentary per a Ivan O'Mahoney i Rick McPhee ambdós el 2013.[12]
- Fou nominat a un ASE Award en la categoria Best Editing in Television Factual per Matthew Walker per l'episodi 2 de la segona temporada el 2012.[13]